# Banana-Boot
Das Banana-Boot ist ein einem Faltboot ähnelndes zusammenklappbares Kunststoff-Boot, welches von Nico Tjebbes 1971 entwickelt wurde und das seit 1976 im Wesentlichen unverändert gebaut wird. Bis 2006 wurden ca. 15.000 Boote verkauft. Bis 2007 wurde das Boot von der Firma Tribell GmbH in Hamburg hergestellt. Seitdem wird das Boot von der Firma SieBroTec in Hamburg gebaut. Die Marke Banana wurde 1980 als Wortmarke beim DPMA in der Klasse Nizza 12 (Sportboote und deren Teile) durch die damalige Herstellerfirma Tribell eingetragen und später von der SieBroTec GmbH übernommen.
Das Boot kann je nach verwendeten Einbauteilen als Ruder-, Motor- oder Segelboot benutzt werden. Es gibt sechs verschiedene Größen von 1,80 m bis 4,25 m Länge, sowie ein Faltkanu. Der Rumpf ist weiß und kann bei der kleineren Variante grün sein.
Der Rumpf besteht aus vier 4,1 mm bzw. 5,1 mm dicken Kunststoffplatten, die einen entfernt bananenförmigen Umriss besitzen und unter Verwendung einer Dichtungseinlage zusammengetackert sind. Direkt neben diesen Verbindungsnähten ist der Kunststoff eingefräst, sodass er dort geknickt werden kann. Im zusammengeklappten Zustand liegen alle vier Platten aufeinander, im auseinandergeklappten Zustand bilden zwei Platten den Boden des Bootes und zwei Platten die Bordwände. Beim Auseinanderklappen biegen sich die elastischen Bodenplatten nach oben und bilden dabei automatisch Bug und Heck. Drei hölzerne Sitzbänke steifen die Konstruktion aus. Das Banana-Boot wird, wenn  es als Segelboot ausgestattet ist, mit einem Deltasegel gefahren. Die Segeleigenschaften sind mit denen eines Optimisten vergleichbar, wobei das Boot Geschwindigkeiten bis zu 6,5 kn (12 km/h) erreichen kann. Beim Motoren können über 7 kn (13 km/h) erreicht werden, wenn ein sogenanntes Trimmheck und ein Langschaft-Außenborder mit mindestens 5 PS zum Einsatz kommen.
Aufgrund der Konstruktion ist das Boot in Relation zu den klassischen Faltbooten innerhalb einer vergleichsweise kurzen Zeit auseinandergeklappt und mit den Sitzbänken sowie Riemen versehen.

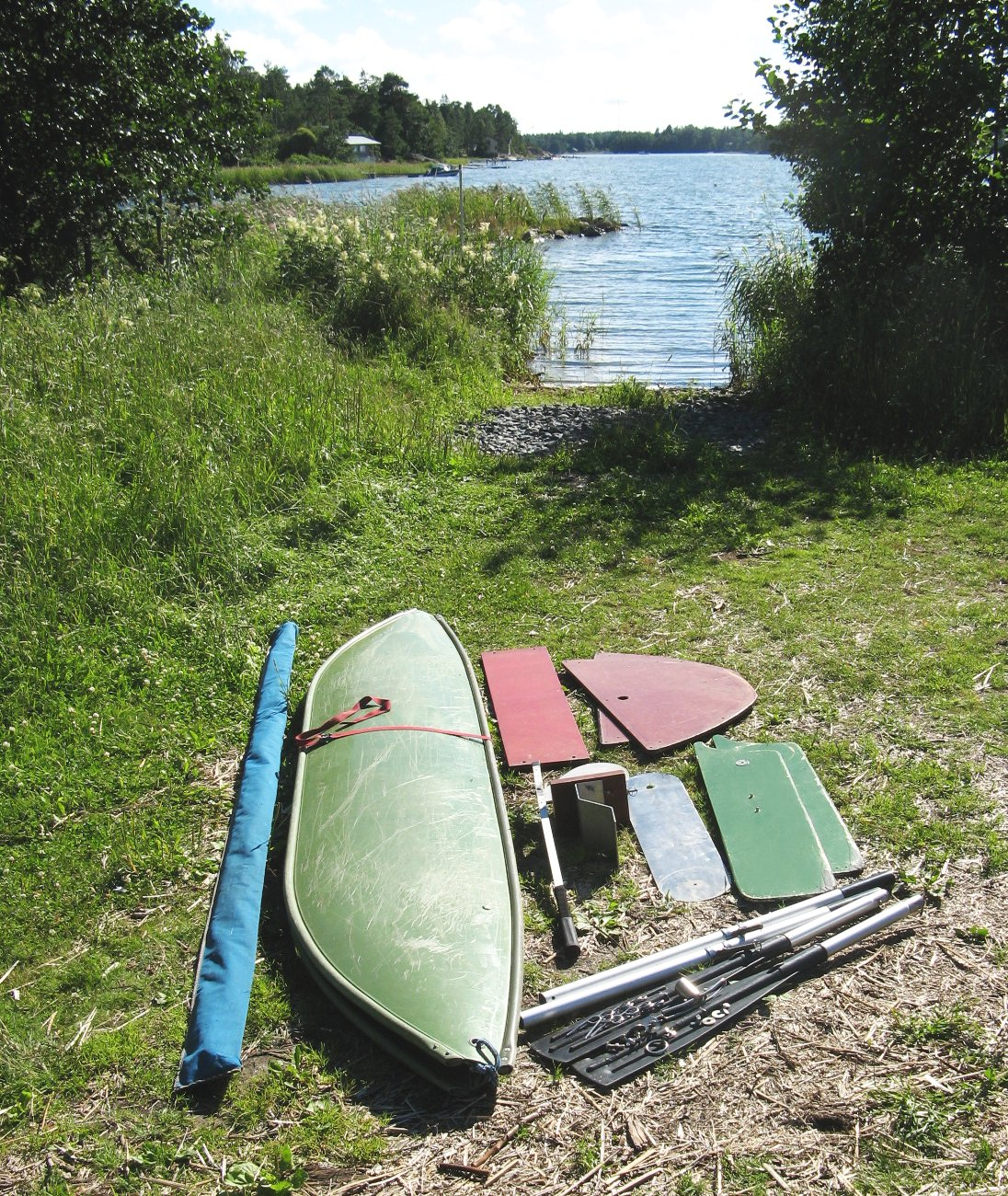
Einzelteile
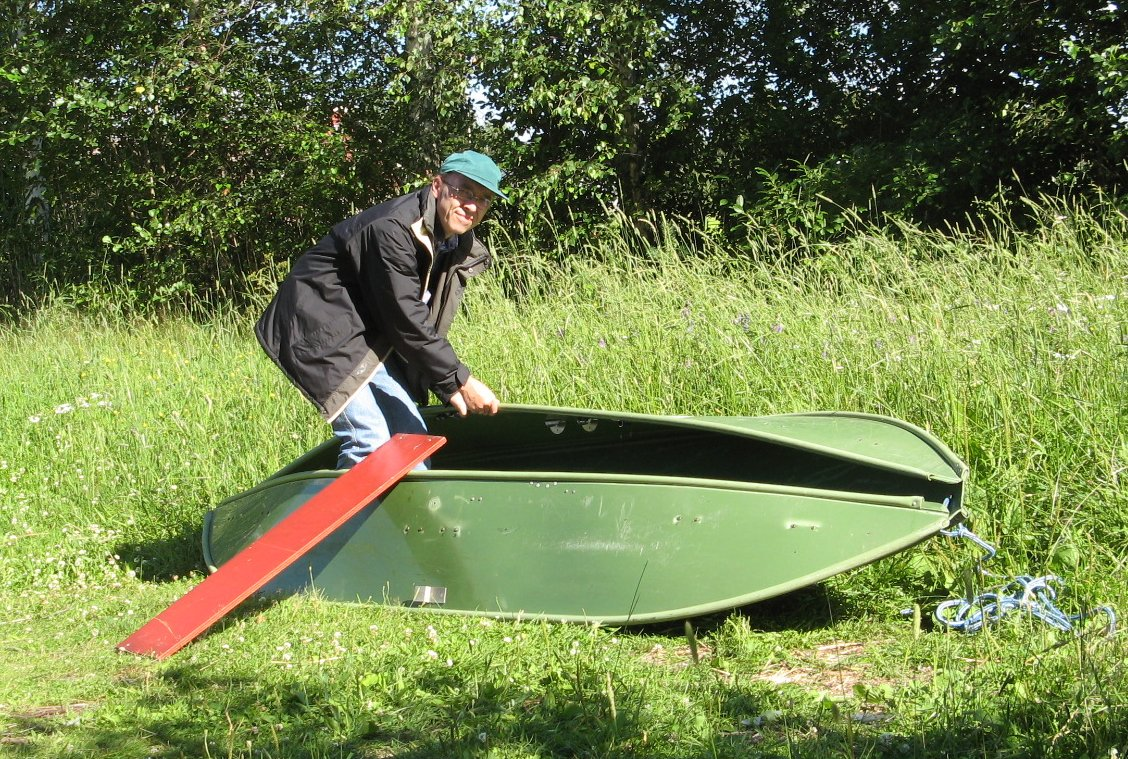
Aufbau
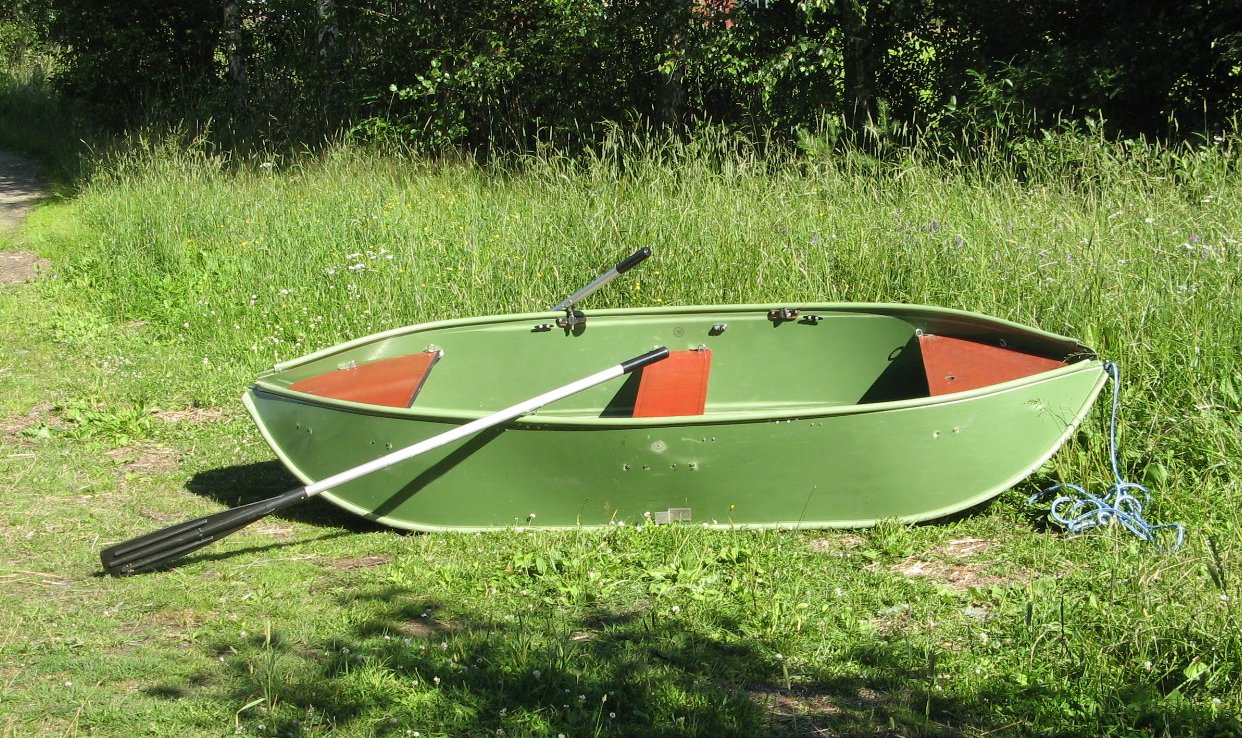
Ruderboot
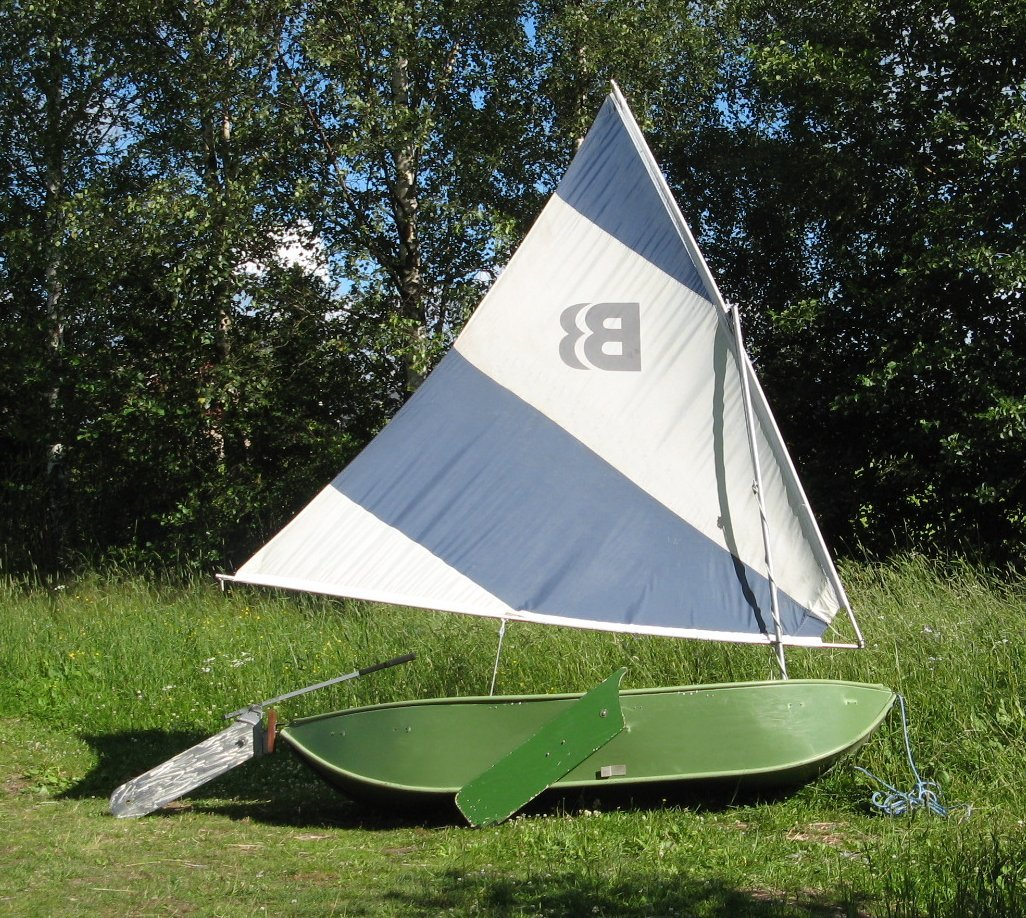
Segelboot